# Domani saranno uomini
Domani saranno uomini (Fighting Father Dunne) è un film del 1948 diretto da Ted Tetzlaff.
È un film drammatico a sfondo biografico statunitense con Pat O'Brien, Darryl Hickman e Charles Kemper. È incentrato sulla storia di un prete che mette in piedi una casa d'accoglienza per ragazzi abbandonati nella Saint Louis  del primo XX secolo.

## Produzione
Il film, diretto da Ted Tetzlaff su una sceneggiatura di Martin Rackin e Frank Davis, fu prodotto da Phil L. Ryan per la RKO Radio Pictures e girato dal 17 marzo al 7 maggio 1947. I titoli di lavorazione del film erano Father Dunne's Newsboys Home e Father Dunne's Home.

## Distribuzione
Il film fu distribuito con il titolo Fighting Father Dunne negli Stati Uniti dal 19 giugno 1948 dalla RKO Radio Pictures.
Altre distribuzioni:
- in Australia il 20 maggio 1948
- nel Regno Unito il 2 maggio 1949
- in Giappone il 13 novembre 1949
- in Brasile (Sublime Ideal)
- in Italia (Domani saranno uomini)

### Promozione
Le tagline sono:
- This is His Real-Life Story
- SQUARE SHOOTER!
- The true story of Father Dunne of St. Louis, who promised his gang of roughneck kids a better deal...and led them into the hearts of fellow townsmen!